# Eisenspitze
De Eisenspitze is een 2859 meter hoge bergtop in de Lechtaler Alpen in de Oostenrijkse deelstaat Tirol. Deze dominante berg kenmerkt zich door een 750 meter hoge zuidflank en een rotsige westelijke kam.
De top van de Eisenspitze ligt hemelsbreed ongeveer vijf kilometer ten noordoosten van het in het Stanzertal gelegen Flirsch. Buurtoppen van de berg zijn de Dawinkopf (2970 meter) in het oosten en in het noordwesten, aan de andere zijde van de Parseierscharte, de Grießmuttekopf (2807 meter). In het zuiden is het Stanzertal gelegen.
De berg bestaat uit ertshoudend gesteente (mica). Vroeger vond hier mijnbouw plaats: men zocht naar ijzer, mangaan, lood, kwik en goud.
Als ondersteuningspunt voor een klimtocht naar de top ligt op een hoogte van 2376 meter de Ansbacher Hütte. Deze is vanuit Flirsch in ongeveer drie uur te bereiken. Van hieruit wordt ook de Parseierspitze beklommen, de hoogste berg van de Lechtaler Alpen. De route naar deze top via de Augsburger Höhenweg en vervolgens in noordoostelijke richting over de Winterjöchl (2528 meter) en in zuidoostelijke richting naar de zuidwestkam van de Grießmuttekopf tot aan een schuilhut op 2604 meter hoogte neemt ongeveer vijf uur in beslag. Vanaf hier kan via de iets zuidelijk gelegen Parseierscharte via de Westlichen Eisenkopf ook via de noordzijde de top van de Eisenspitze beklommen worden (moeilijkheidsgraad II). Vanaf de Parseierscharte naar de top duurt deze tocht volgens de literatuur een uur.